# Lorraine-Dietrich Type HF 4

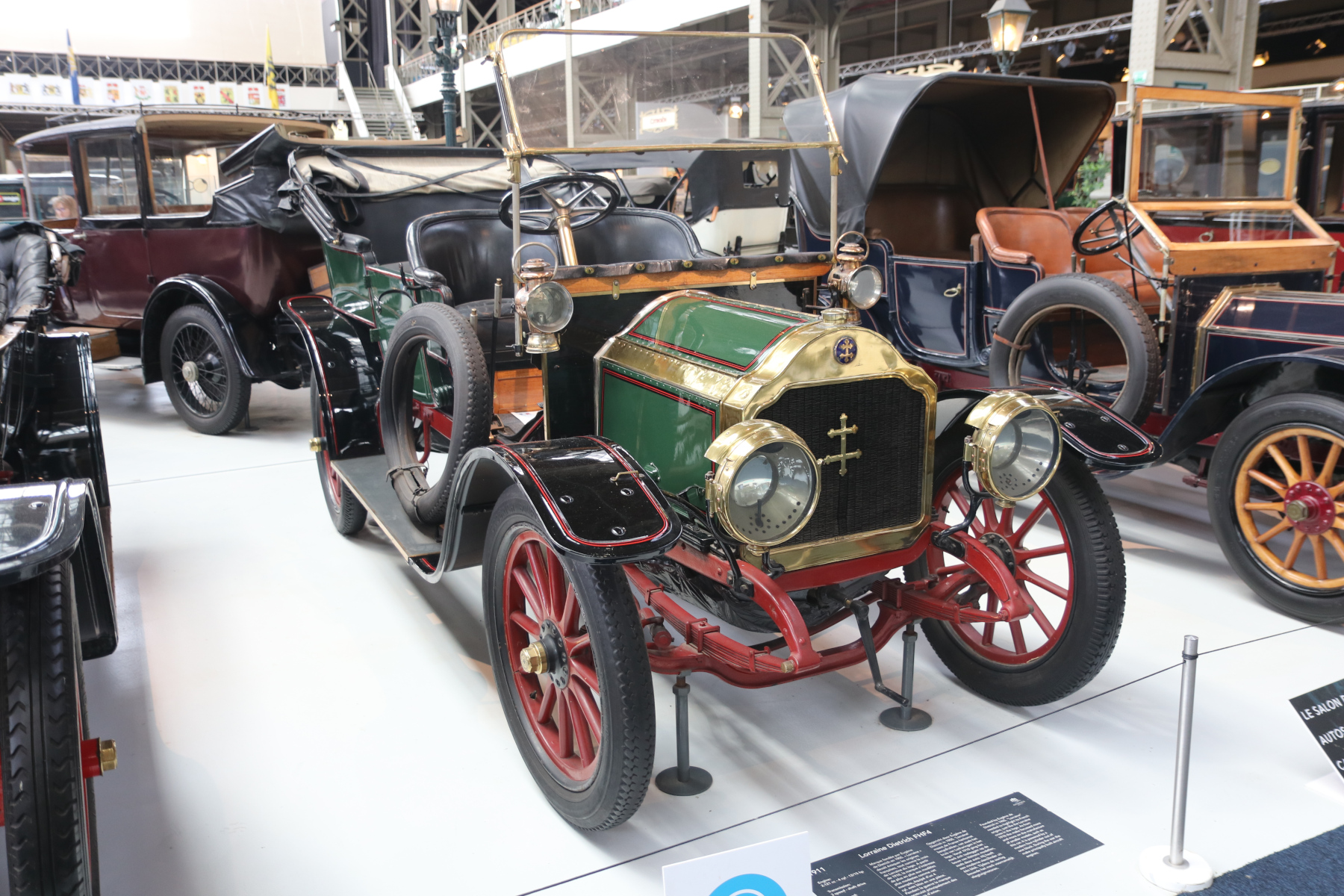
Lorraine-Dietrich Type FHF 4

Der Lorraine-Dietrich Type HF 4 ist eine Baureihe von Pkw-Modellen der 1910er Jahre. Dazu gehören Type FHF 4 und Type FRHF 4. Hersteller war Lorraine-Dietrich in Frankreich.

## Beschreibung
Die Baureihe stand von 1912 bis 1913 im Sortiment. Der Type FHF 4 erhielt am 5. September 1911 seine Zulassung von der nationalen Behörde, der Type FRHF 4 am 9. November 1911. Vorgänger war der Type GF 4 und Nachfolger der Type LF.
Der Motor entstand nach einer Lizenz von Turcat-Méry. Er ist ein Vierzylinder-Reihenmotor in Monoblockbauweise. Er ist als L-Kopf-Motor mit SV-Ventilsteuerung ausgeführt. 75 mm Bohrung und 120 mm Hub ergeben 2121 cm³ Hubraum. Der Motor war damals in Frankreich steuerlich mit 12 CV eingestuft.
Der Motor ist vorn längs im Fahrgestell eingebaut. Er treibt über ein Vierganggetriebe und eine Kardanwelle die Hinterachse an. Die Bremse wirkt zeittypisch nur auf die Hinterräder.
Die Fahrzeuge haben einheitlich 2837 mm Radstand und 1360 mm Spurweite.
Bekannt ist, dass mindestens ein Fahrzeug als Doppelphaeton karosseriert wurde.